# Terebellides atlantis
Terebellides atlantis är en ringmaskart som beskrevs av Williams 1984. Terebellides atlantis ingår i släktet Terebellides och familjen Trichobranchidae. Inga underarter finns listade i Catalogue of Life.